# آخیل بویسه
آخیل بویسه (انگلیسی: Achiel Buysse; ۲۰ دسامبر ۱۹۱۸ – ۲۳ ژوئیهٔ ۱۹۸۴) دوچرخه‌سوار اهل بلژیک بود.